# Salvatore Garau
Salvatore Garau (født 1953) er en italiensk kunstner fra middelhavsøen Sardinien.
Garau blev født i Santa Giusta, i provinsen Oristano på Middelhavsøen Sardinien, Italien. Han studerede på Accademia di Belle Arti di Firenze, hvor han blev færdig i 1974. I 1977 blev han trommeslager i progressiv rockgruppen Stormy Six. Efter gruppens opløsning blev han billedkunstner. Han havde sin første soloudstilling i 1984. Han deltog i den 50. Venedig Biennale i 2003 og udstillede værker i Europa-Parlamentet i Strasbourg samme år.
I 2005 malede han et abstrakt værk på en PVC-plade på 200 m2, som blev hængt op for at dække stilladset på en bygning i Corso Magenta i Milano. Til sin installation Ichthys Sacro Stagno på Sardinien i 2006 skabte han store damme på gulvene i tre kirker i byer i provinsen Oristano, som han derefter befolkede med fisk fra nærliggende damme.
I 2009 havde han en soloudstilling på Musée d'art moderne et contemporain i Saint-Etienne i Frankrig.
Garau har værker i flere museers samlinger, herunder Museo del Novecento (tidligere i Civico Museo d'Arte Contemporanea), Museo d'Arte Moderna di Bologna og Padiglione d'Arte Contemporanea i Milano.